# Barbery, Calvados
Barbery är en kommun i departementet Calvados i regionen Normandie i norra Frankrike. Kommunen ligger i kantonen Bretteville-sur-Laize som ligger i arrondissementet Caen. År 2022 hade Barbery 758 invånare.

## Befolkningsutveckling
Antalet invånare i kommunen Barbery
Referens: INSEE